# Piaçu

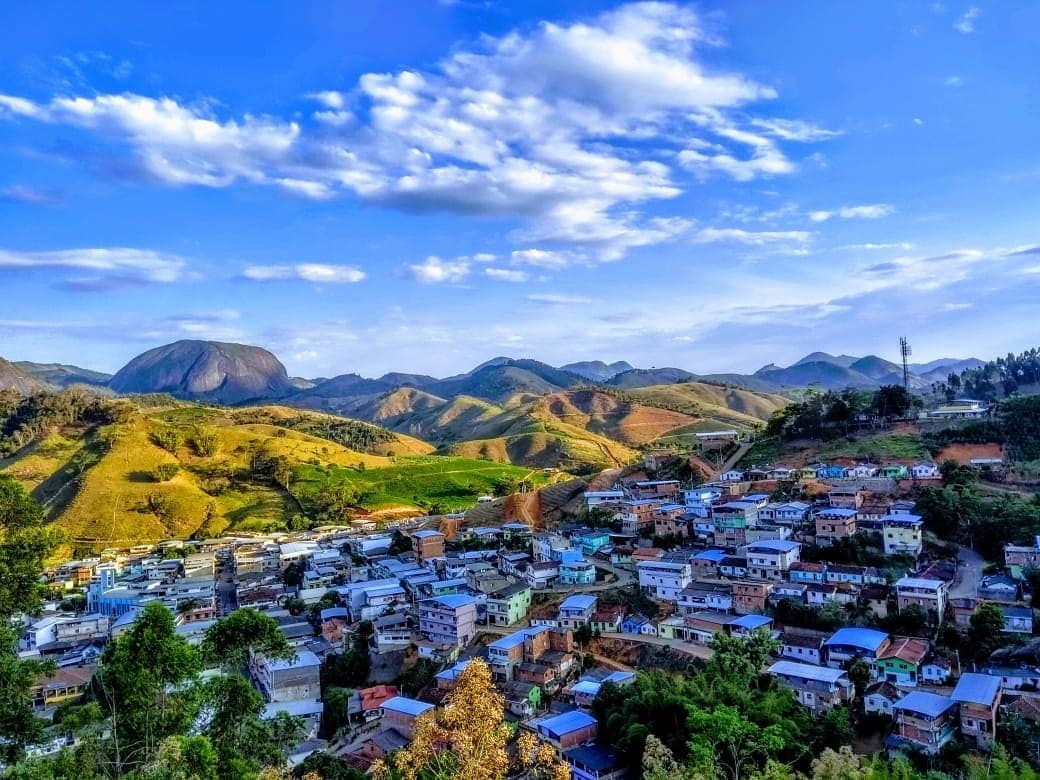
Piaçu visto do alto. Foto: Marlon R. Bastos

Piaçu está localizado no Espírito Santo. O distrito de Muniz Freire, possui cerca de 4 112 habitantes e está situado na região norte do município. Sendo o distrito mais populoso de Muniz Freire após a sua sede.
É um grande distrito em termos geográficos, tem a sua economia baseada na agricultura familiar e pequenas empresas que geram empregos aos seus moradores. Por sua região passa a antiga Rota Imperial e o distrito é produtor de cafe arábica e conillon pois abrange, em seu território, grandes variáveis de clima. Isso por ter uma geografia territorial elevada com muitos morros.
Piaçu conta também com uma produção de gado de leite e de corte. Há uma inicialização tanto na produção de pimenta do reino e no mercado de granjarias quanto no de suínos e de aves com qualidade genética. A atividade comercial é o básico para a população. Também possui ensino público que não deixa a desejar, pois abrange uma das top 10 melhores escolas do Espírito Santo (estado). A região também conta com riquezas naturais e cachoeiras belas.

Piaçu, possui um site: http://www.piacu.com.br/ - Conheça e se encante pelas suas belezas.

## Região Turística
A essa região turística fica próximo das Montanhas Capixabas, seu ponto mais alto esta a 1150 metros e o mais baixo 767 metros de altitude, nosso clima é frio.
A chamada REGIÃO TURÍSTICA DE PIAÇU engloba diversas comunidades e localidades, dentre elas:
1. Piaçu sede
2. Menino Jesus
3. Assunção
4. Alto Norte
5. Guarani
6. Águas Claras
7. Vargem Alegre
8. Fortaleza
9. Tombos
10. Cachoeira da Prata
11. Sossego
12. Bom destino
13. Mata do barão
14. Córrego rico
15. São João
16. Escritório
17. Ouro Verde
18. Pouso Alto
19. Alto Cachoeira
20. Rio Norte

Essa divisão leva em consideração a ocupação histórica da nossa região a partir de 1880. Onde nossa região era A REGIÃO norte do município.
Entendemos que essas comunidades também são ligadas, seja pela história, religião, belezas naturais, agricultura e pelo seu povo.
O turismo de Piaçu é voltado para as pessoas que buscam tranquilidade e aventura, possuindo lindo Vale, Cachoeiras e artesanatos.

### O que visitar
Algumas das atrações para quem visita Piaçu, existem diversos passeios e roteiros que podem ser realizados:
- Vale do Guarani
- Pedra do Cruzeiro
- Fazenda Histórica e Centenária da Guanabara
- Gruta de Bambu na Fazenda Guanabara
- Cachoeira e Fazenda Centenária dos Buenos
- Cachoeira do Mata Pau
- Cachoeira de Tombos
- Moinho de Pedra na Cachoeira da Gloria Fortaleza
- Cachoeira de Menino jesus
- Córrego de São Tomé
- Rota Imperial

## História
Apresentamos um breve resumo da história de Piaçu, baseado em registros oficiais do Instituto Jones do Santos Neves, documentos e histórias contadas por antigos moradores e, ainda, os registros encontrados nos livros A História de Muniz Freire, do Drº Carlos Brahim Bazzarella, e Muniz Freire: Terra de gente que faz história, do Professor Agenor Favoretto Filho.
A história de Piaçu é rica e vasta e neste primeiro momento resolvemos contar através de uma linha do tempo.
Se você possui alguma informação histórica relevante, fique à vontade para contribuir com este registro. Quanto mais informação tivermos, melhor poderemos registrar e contar a história de nosso querido Piaçu.
No início da povoação de Piaçu, muitas terras ocupadas eram devolutas, ou seja, pertenciam ao Império e os moradores não possuíam registros formais. Por isso, não temos a história completa do nosso lugar. Fica difícil averiguar quais são as primeiras famílias a se instalarem em Piaçu, por exemplo.
Nossa história neste resumo será contada através dos principais marcos históricos de Piaçu e é de suma importância para as futuras gerações.

### Fundação Oficial
O distrito de Piaçu inicialmente recebeu o nome de Conceição do Norte, foi oficialmente criado pela Lei N.860 em 18 de dezembro de 1912.
A lei, sancionada pelo então presidente do estado, Marcondes Alves de Souza, determina em seu primeiro artigo: “Fica creado um Districto Judiciário no Município do Espírito Santo do Rio Pardo (Muniz Freire), com sede na povoação da Conceição do Norte, e dividirá com o 1º Districto na embocadura do ribeirão Tombos, acima da situação Fortaleza, comprehendendo todas as vertentes do ribeirão Tombos e a do Rio Norte"
Piaçu já existia antes dessa data, mas não era um distrito.

### Origem do nome
O nome PIAÇU vem do guarani, "coração grande", provem da tradução de: PY'A - Coração e  AÇU - Grande

### Cronologia histórica
Os mais antigos povoadores da região foram os índios PURIS, contudo não há registros físicos ou de locais que os mesmos habitaram. Mesmo havendo histórias de que índios foram capturados a laço, não temos registros da convivência dos primeiros moradores com os indígenas.
Em 1816 - Foi finalizada a construção da Rota Imperial que passa por Piaçu, nessa época já se transitavam pessoas pelo nosso lugar.

1850 – Mesmo a região do Muniz Freire sendo explorada por Domingos Apolinário da Costa, o Norte, como era inicialmente chamado Piaçu, só teve registro de ocupação a partir de 1878.

15 de maio de 1878 - Nesta época Joaquim Luciano Dias Bicalho já estava residindo na região norte do município de Muniz Freire.
1880 – Documento comprova a chegada de Joaquim Luciano Dias Bicalho casado com D. Emília Maximiana Faria de Bicalho e o filho Joaquim Emilio Bicalho. Trouxe ainda consigo mais quatro escravos: Marcelino, roceiro de profissão, preto, trinta e cinco anos, viúvo, cujo valor conforme a tabela era de oitocentos mil reis; Verediana, cozinheira, preta, trinta e sete anos, solteira; Miguel, roceiro, preto, quarenta e quatro anos, solteiro; e Maria prestadora de serviços domésticos, preta, vinte e quatro anos, solteira. Na região de Querendiúba, atualmente denominada Guanabara.

Joaquim possuía Guarani, Guanabara e Guararema - Conforme planta, ao redor não existiam outros proprietários, eram terras devolutas.

1880 – João Ignacio da Fonseca Lima possuía a Fazenda Conceição, futuro arraial de Nossa Senhora da Conceição.
1880 – Hypólito Cassiano Pereira adquire terrenos em Fortaleza.
1886 – José Raimundo Deps fixou residência em Mata Pau.
05 de maio de 1888 – Veridiana Rosa De Jesus Figueiredo Goncalves Bastos e Luiz Robert Gonçalves bastos residiam na região de Piaçu.
1891 -   Luís Gonçalves Bastos é eleito Vereador
1892 – Manoel Florentino Gonçalves – Possuía terras na União em Piaçu e fazia divisa com Joaquim Camilo de Almeida
1892 – Joaquim Camilo de Almeida possuía terras na região de Piaçu na época, divisa com Manoel Florentino Gonçalves
1895 e 1896 - Bicalho & filhos - Primeira firma de propriedade de Joaquim Luciano Dias Bicalho estabelecida na região norte do município atual de Muniz Freire, mais precisamente nas proximidades, ou até mesmo na sede do Distrito de Piaçu, ex-Conceição do Norte.
1896 - Município dividido em 4 seções eleitorais. Dentre elas, Povoado do Norte (Piaçu).
1896- Foi construída e aberta a estrada de rodagem entre a Fazenda Santa Maria até Conceição do Norte – Ligação entre Muniz Freire e Piaçu.
Em 1899 - Honório Antônio do Carmo, já era proprietário das fazendas Concórdia, Cachoeira Alta e da Palha, todas no município de Muniz Freire.
No mesmo ano, Paulo José do Carmo nasceu em Piaçu (antiga Conceição do Norte), município de Muniz Freire, onde viveu até os 22 anos, tendo sido comerciante a partir dos 17. A seguir, foi para Castelo, onde se estabeleceu com a firma comercial Carmo & Filho, em sociedade com seu pai.
31/10/1912 – Criada a capela Nossa Senhora da Conceição de Mata Pau.
1912 - O distrito de Piaçu que primeiramente recebeu o nome de Conceição do Norte foi oficialmente criado pela Lei N.860 em 18 de dezembro de 1912.
02 de julho de 1917, na administração do prefeito Félix Machado, a ata da Câmara de Vereadores informa: “Por administração ainda foi construída uma boa estrada de rodagem a começar da fazenda de Santa Maria até Conceição do Norte.
Em 1918, o “Almanak do Estado do Espírito Santo” informa a população do município e destaca os lugares mais populosos: “A população deste município é calculada em 20.000 habitantes e tem por centros mais populosos Itaypava (Itaici), S. Simão, Amorim, S. Sebastião da Lage e Conceição do Norte”.
21 de junho de 1920 A Lei municipal nº 26 determina a criação da primeira escola primária mista em Conceição do Norte.
01 de setembro de 1920 o Ministério da Agricultura fez um grande censo rural. A região de Piaçu já possuía diversos proprietários, mas três deles são descritos na sede de Conceição do Norte: Elmiro Francisco Machado, Veridiana Rosa de Jesus e Manoel Lopes da Silva.
Neste censo há o registro de dezenas de propriedades na região, demonstrando que as terras devolutas existentes já foram ocupadas por dezenas de famílias.
08 de setembro de 1923 - Nessa data a Câmara Municipal autorizou melhorias na região ao desenvolvimento desse  distrito: “Artigo 1º: Fica o prefeito municipal autorizado a mandar construir: Uma  estrada pública, a começar no lugar denominado Conceição do Norte, até ao lugar Saudade, a reconstrução da estrada pública, a começar da Fortaleza passando pela zona de Tombos até o alto da divisa do Rio Pardo (Iúna), a reconstrução da ponte que atravessa o Rio Norte, no povoado de Conceição do Norte.
1924 - Piaçu produzia entre 25 e 39 mil arrobas de café - 1 arroba é igual a 15Kg, ou seja, nessa data se produzia de 6250 a 9750 sacas de café.
Em 07 de março de 1925, a preocupação era com a iluminação pública. O parecer Nº 3 da Câmara de Vereadores diz: “pede abrir concorrência para o fornecimento de energia elétrica da luz pública, no ano de 1925, para a cidade de Muniz Freire e as sedes dos distritos de Itaipava, Conceição do Norte e Vieira Machado”.
1926 – Na eleição para presidente do Brasil, Piaçu possuiu 15 eleitores que votaram, naquela época não era obrigatório existia restrição para quem podia votar.
1931- Foi proibida a passagem de tração animal pela estrada de carro que ligava Muniz Freire a Piaçu.
1933 - Em divisão administrativa referente ao ano de 1933, o município é constituído de 4 distritos: Muniz Freire, Conceição do Norte, Itaipava e Vieira Machado, este último desmembra de Cachoeira de Itapemirim.
1938 a 1940 – Piaçu é elevado a vila
1942 – Piaçu começa a ser chamado de Piaçu, Mais tarde, em 31 de dezembro de 1942, o Decreto-Lei de Nº 15.177, alterou os nomes de diversas localidades do Estado, e Conceição do Norte acabou se transformando em Piaçu.
1947 – 1951 – Argemiro José da Silva foi o 1º morador de Piaçu a ser eleito prefeito de Muniz Freire
Piaçu FC – Inaugurado em 1950 – Presidente Jenário Lopes da Silva
1949 - A primeira viagem de ônibus de Piaçu foi realizada em 27 de abril de 1949
1951 - A “construção urgente do Canal Condutor de água para acionar à Usina Hidroelétrica de Fortaleza”. O já citado livro “A História de Muniz Freire”, apresenta outros avanços ocorridos ao longo do século XX como:
27/01/1951 inaugurou a usina hidrelétrica na comunidade de Fortaleza, em 04/02/1951 um temporal destruiu. Mas foi reconstruída e funcionou por alguns anos.
1952 - Instalação do primeiro telefone em 30 de maio de 1952,
1954 - Instalação de escolas na região de Piaçu
1967 a 1971 – Início da rede de coleta de esgoto/pluvial em Piaçu
Em 1968 a BR 262 foi inaugurada, possibilitando mais desenvolvimento e escoamento da produção agrícola e pecuária.
04 de setembro de 1971 - Inauguração do posto dos correios e nesse mesmo ano, em 07 de março 1971, inauguração da estrada ligando Piaçu a Muniz Freire, evento que contou com a presença do governador Cristiano Dias Lopes.
1976 foi inaugurado o Posto de Saúde”
ATÉ 1977 – Conforme registros Piaçu era aparentemente tratado como outro município poucas coisas publicas acontecia aqui, o que explica por muito anos a vontade de emancipação e o bairrismo que cresceu.
1973 -Início de calçamentos em ruas de Piaçu o que durou até 2000
1980 - Finalmente, na década de 80 o asfalto chega a Piaçu, a estrada que liga Muniz Freire a BR 262 foi asfaltada.
1977 a 1983 – Ampliação da escola Arquimimo Mattos
1977 a 1983 – Telefonia automática no posto telefônico em Piaçu
1977 a 1983 – Inauguração da rede elétrica da escelsa em Piaçu
1983 – 1989 –
- Calçamentos Piaçu (Praça da matriz e rua Hermiro machado)
- Implantação do Pré-escolar em Piaçu
- Construção da quadra de esportes em Piaçu
- Construção de reservatório e aguar em Piaçu

1989-91 – Início do tratamento de água em Piaçu
1993-97 Até 93 as luminárias eram de mercúrio e iniciou a substituição
1996 – Inauguração da Primeira escola de Informática
1997-2001
- Construção de Escadarias
- Rede de água em Mata Pau
- Linhas telefônicas em Piaçu

2001 a 2005 – Zaedes de Oliveira Thezolin, 2º morador de Piaçu eleito prefeito de Muniz Freire
- Ampliação da Escola Arquimimo Mattos
- Cobertura da quadra de esportes
- Reforma e ampliação da Unidade de Saúde
- Reforma da Creche em Piaçu
- Construção do Parque de exposição de Piaçu
- Asfaltamento de ruas de Piaçu

## Cultura

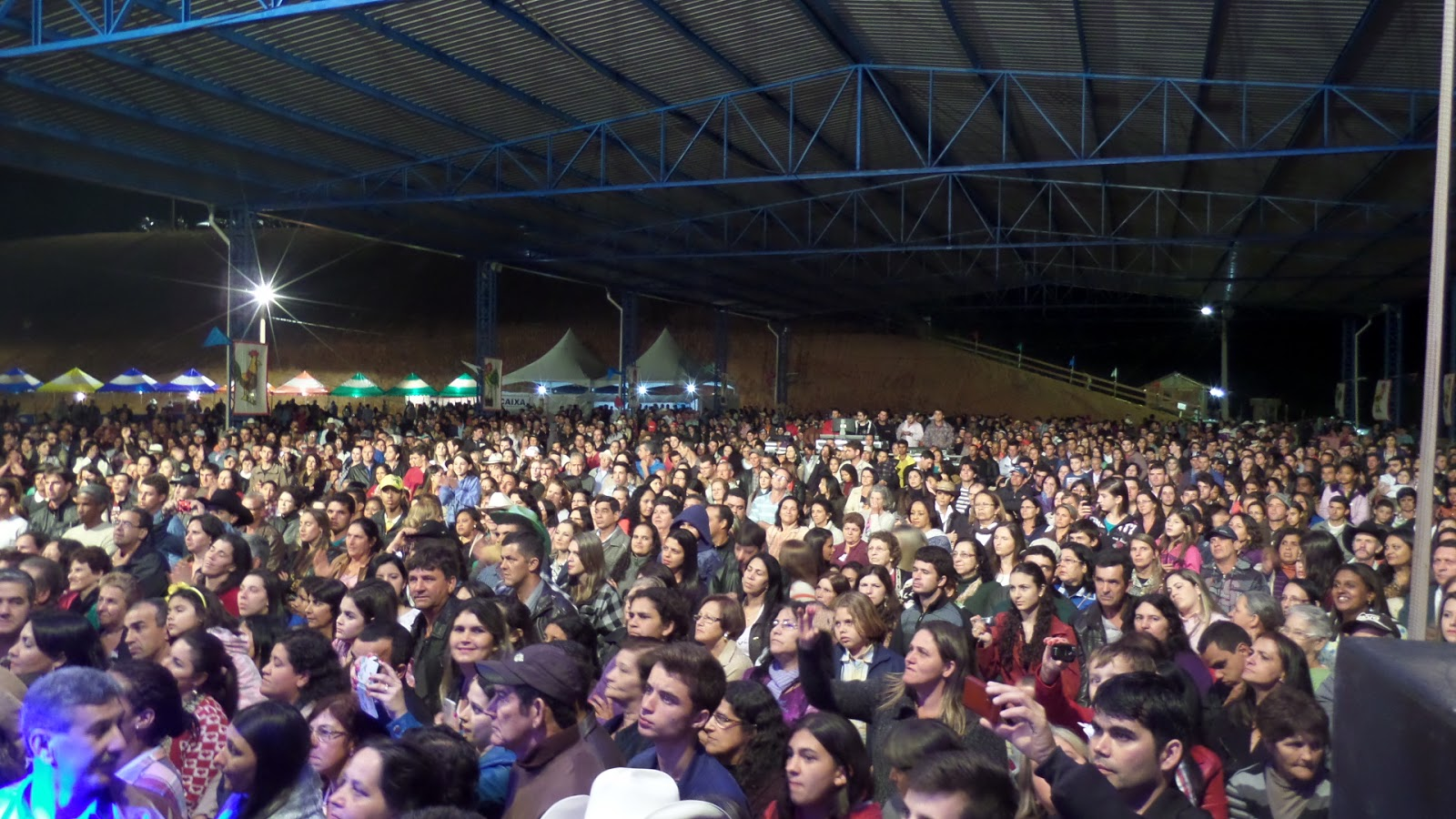
Festa do Galo com Macarrão de Piaçu

### Festa do Galo com Macarrão
A Festa do Galo com Macarrão, de Piaçu, distrito de Muniz Freire foi idealizada pelo Padre José Carlos Ferreira da Silva e é promovida pela Paróquia Imaculado Coração de Maria, desde 2007, com objetivo de resgatar os valores culturais, valorizar a culinária local, incentivar a solidariedade e a prática do trabalho voluntário. O prato principal da festa, o Galo com Macarrão, é feito com macarrão caseiro, preparado pelos voluntários que trabalham no evento.
Padre José Carlos, é apaixonado pelo evento que se tornou referência na região. Ele se lembra de como surgiu a ideia de realizar a festa, nas suas primeiras semanas como padre em Piaçu e dos primeiros almoços festivos com as famílias. E se recorda da disposição das senhoras que assumiram o primeiro evento, junto com ele, e do apoio que recebeu do padre Antônio José de Nazareth, o primeiro com quem partilhou a ideia. “Então, um dos motivos, foi o contato com as famílias de Piaçu, durante os almoços e o contato com esse prato saboroso, logo em que fui transferido, no final de 2006”, lembra. “E o primeiro passo, foi encontrar em Deus uma forma de unir as pessoas e comunidades em torno do projeto da criação da paróquia”, destaca.

### Festa Locais
Piaçu é reconhecido por grandes festas. Em diversos anos ocorreram festas para comemorar a colheita do café e a grande Produção de Leite do nosso lugar.